# Robert Moresco
Robert Moresco (1 de abril de 1951) es un productor, director y actor estadounidense. En 2006 recibió el Óscar al mejor guion original, con su película Crash.

## Filmografía

### Guionista
- 10th & Wolf
- Crash
- One Eyed King

### Director
- 10th & Wolf
- One Eyed King

## Familia
Es padre de la actriz Amanda Moresco.

## Premios y distinciones
Premios Óscar
| Año  | Categoría            | Película | Resultado |
| ---- | -------------------- | -------- | --------- |
| 2006 | Mejor guion original | Crash    | Ganador   |